# Tipula oosterbroeki
Tipula oosterbroeki är en tvåvingeart som beskrevs av Koc 2007. Tipula oosterbroeki ingår i släktet Tipula och familjen storharkrankar. Inga underarter finns listade i Catalogue of Life.